# Eurystomus gularis
La carraca gorgiazul (Eurystomus gularis) es una especie de ave coraciforme de la familia Coraciidae que vive en las selvas de África Occidental y Central.